# ホプキンス郡 (テキサス州)
ホプキンス郡（英: Hopkins County）は、アメリカ合衆国テキサス州の北部に位置する郡である。2010年国勢調査での人口は35,161人であり、2000年の31,960人から10.0%増加した。郡庁所在地はサルファースプリングス市（人口15,449人）であり、同郡で人口最大の都市でもある。ホプキンス郡は1846年に設立され、郡名は初期開拓者だったデイビッド・ホプキンスの家族に因んで名付けられた。

## 地理
アメリカ合衆国国勢調査局に拠れば、郡域全面積は793平方マイル (2,053.9 km2)であり、このうち陸地782平方マイル (2,025.4 km2)、水域は11平方マイル (119.1 km2)で水域率は1.31%である。

### 主要高規格道路
- 州間高速道路30号線
- アメリカ国道67号線
- テキサス州道11号線
- テキサス州道19号線
- テキサス州道154号線

### 隣接する郡
- デルタ郡 - 北
- フランクリン郡 - 東
- ウッド郡 - 南
- レインズ郡 - 南西
- ハント郡 - 西

## 人口動態
以下は2000年国勢調査による人口統計データである。
| 基礎データ - 人口: 31,960人 - 世帯数: 12,286 世帯 - 家族数: 8,882 家族 - 人口密度: 16人/km2（41人/mi2） - 住居数: 14,020軒 - 住居密度: 7軒/km2（18軒/mi2） 人種別人口構成 - 白人: 85.11% - アフリカン・アメリカン: 7.99% - ネイティブ・アメリカン: 0.68% - アジア人: 0.25% - 太平洋諸島系: 0.06% - その他の人種: 4.55% - 混血: 1.36% - ヒスパニック・ラテン系: 9.28% 年齢別人口構成 - 18歳未満: 26.1% - 18-24歳: 8.4% - 25-44歳: 27.3% - 45-64歳: 23.0% - 65歳以上: 15.2% - 年齢の中央値: 37歳 - 性比（女性100人あたり男性の人口） - 総人口: 96.1 - 18歳以上: 93.3 | 世帯と家族（対世帯数） - 18歳未満の子供がいる: 32.5% - 結婚・同居している夫婦: 58.5% - 未婚・離婚・死別女性が世帯主: 10.0% - 非家族世帯: 27.7% - 単身世帯: 24.1% - 65歳以上の老人1人暮らし: 11.8% - 平均構成人数 - 世帯: 2.56人 - 家族: 3.04人 収入と家計 - 収入の中央値 - 世帯: 32,136米ドル - 家族: 38,580米ドル - 性別 - 男性: 30,377米ドル - 女性: 20,751米ドル - 人口1人あたり収入: 17,182米ドル - 貧困線以下 - 対人口: 14.6% - 対家族数: 11.3% - 18歳未満: 17.4% - 65歳以上: 14.6% |

ホプキンス郡はかつてテキサス州の酪農の首都と呼ばれていた。1990年代後半に酪農業は衰退したが、まだ多くの酪農家が残っている。サウスウェスト酪農博物館がサルファースプリングス市にある。
ホプキンス郡退役兵事務管理官はアメリカ海軍を退役したジョー・リード・スコットである。その事務所はサルファースプリングス市ジェファーソン通り128-Aの郡庁舎別館にあり、月曜から金曜の9時から17時事まで開いている。2010年時点で郡内に2,612人の退役兵がおり、アメリカ合衆国退役兵省から毎年11,722,000ドルを受け取っている。

## メディア
ホプキンス郡はダラス/フォートワース・メディア市場に入っている。テレビ局9局が視聴でき、他にもロングビュー/ジャクソンビル・メディア市場の放送も視聴できる。サルファースプリングス市ではケーブルテレビ3局も放映を行っている。

## 都市と町
| - ブラシェア、未編入の町 - ダイク、未編入の町 - コモ - カンビー - ガフォード、未編入の町 | - ピクトン、未編入の町 - サルティリョ、未編入の町 - サルファーブラフ、未編入の町 - サルファースプリングス - 郡庁所在地 - タイラ |

### ゴーストタウン
- センターポイント